# 螣蛇增五
仙女座13，又名BD+42 4672，HD 220885、SAO 53039、HR 8913，是仙女座的一颗恒星，视星等为5.75，位于銀經106.91，銀緯-17.32，其B1900.0坐标为赤經23h 22m 18.1s，赤緯+42° -17.32′ 41″。